# Bryan Ruiz
Bryan Jafet Ruiz González (San José, 18 d'agost de 1985) és un futbolista de Costa Rica que juga per l'Alajuelense i la la selecció de Costa Rica.